# Erol Bilgin
Erol Bilgin (* 20. Februar 1987 in Kütahya) ist ein türkischer Gewichtheber. Er wurde 2009 und 2010 Europameister im Zweikampf im Federgewicht.

## Werdegang
Erol Bilgin begann 1998 beim Sportclub Kütahya Gençlik Merkisi S.K. mit dem Gewichtheben. Nach zwei Jahren wechselte er zum Sportclub Tarim Kredi S.K. Der 1,59 Meter große Athlet startet seit er Senior ist im Federgewicht, der Gewichtsklasse bis 62 kg Körpergewicht. Sein Trainer ist Hilmi Pekünlü.
Er war in den Jahren 2002 bis 2004 schon als Junior sehr erfolgreich und gewann in dieser Altersgruppe mehrere Europameistertitel. Bei der Junioren-Weltmeisterschaft 2004 in Minsk gewann er im Bantamgewicht die Silbermedaille mit 250 kg (115–135) im Zweikampf hinter dem Chinesen Li Zheng, der 272,5 kg (120–142,5) erreichte.
2005 startete er erstmals bei der Europameisterschaft der Senioren. Dabei belegte er in Sofia im Bantamgewicht mit 265 kg (120–145) im Zweikampf hinter seinem Landsmann Sedat Artuç, der auf 275 kg (125–150) kam, den 2. Platz. 2006 erreichte er bei der Universitäten-WM in Izmir im Federgewicht mit 285 kg (125–160) den 2. Platz. Dabei platzierte sich wieder ein Chinese, Zhang Jie, vor ihm, der insgesamt 290 kg (130–160) bewältigte. Bei der Europameisterschaft 2007 in Straßburg kam er, im Federgewicht startend, auf 286 kg (128–158), mit denen er hinter Sergei Petrosjan aus Russland u. Henadsij Machwejenja aus Belarus den 3. Platz belegte.
Im Jahre 2008 belegte Erol Bilgin bei der Europameisterschaft in Lignano wieder den 2. Platz, dieses Mal aber im Federgewicht. Er schaffte dabei 295 kg (135–160) und musste sich nur dem für Russland startenden Armenier Sergej Petrosjan, der 302 kg (135–167) erzielte, geschlagen geben. Bei den Olympischen Spielen in Peking war er nicht am Start.
Nachdem Erol Bilgin im Jahre 2009 schon bei den Mittelmeer-Spielen in Pescara im Federgewicht mit 293 kg (138–155) erfolgreich war, gewann er anschließend in Bukarest auch seinen ersten Europameistertitel im Zweikampf. Er erzielte dabei wieder 293 kg (133–160) und verwies Zulfugar Suleimanow aus Aserbaidschan, 285 kg und Dimitris Minasidis aus Zypern, 284 kg auf die Plätze. Er startete dann auch noch bei der Weltmeisterschaft 2009 in Goyang/Südkorea und erzielte 290 kg (135–155). Dabei musste er erkennen, dass ihm seine asiatischen Konkurrenten noch einen Schritt voraus sind, denn er belegte dort nur den 11. Platz. Der Sieger Ding Jianjun aus China gewann den WM-Titel mit 316 kg (146–170).
Am 6. April 2010 gewann Erol Bilgin in Minsk zum zweiten Mal den Europameistertitel im Federgewicht. Er bewältigte dabei im Zweikampf 304 kg (139–165), womit er vor dem Rumänen Antoniu Buci, 300 kg u. Zulfugar Suleimanow, 294 kg, siegte. Im Hinblick auf die im Herbst 2010 in Antalya stattfindenden Weltmeisterschaften war dabei für ihn besonders wichtig, dass er sich nach zwei Jahren der leistungsmäßigen Stagnation im Zweikampf deutlich steigerte.

## Doping
Bilgin stand im Aufgebot der türkischen Mannschaft für die Olympischen Sommerspiele 2012 und belegte dort den achten Platz im Federgewicht. Bei einer Nachuntersuchung der Urinproben wurde ersichtlich, dass er mit einem Cocktail aus Stanozolol und Dehydrochlormethyltestosteron angetreten war und er wurde zunächst vorläufig suspendiert.

## Internationale Erfolge
| Jahr | Platz | Wettbewerb                              | Gewichtsklasse | |
| 2002 | 1.    | Junioren-EM (U 16) in Villeneuve-Loubet | bis 45 kg KG   | mit 180 kg (77,5–102,5) |
| 2004 | 1.    | Junioren-EM (U17) in Stavanger          | Bantam         | mit 245 kg (110–135), vor Zviadi Samurkaschwili, Georgien, 235 kg u. Alexander Dudoglu, Moldawien, 225 kg                    |
| 2004 | 1.    | Junioren-EM in Burgos                   | Bantam         | mit 257,5 kg (112,5–145) |
| 2004 | 2.    | European Promotion Cup in Udine         | ohne           | mit 240 kg (105–135) = 364,24 Punkte, hinter Mehmed Fikretow, Bulgarien, 282,5 kg, 384,95 Punkte                             |
| 2004 | 2.    | Junioren-WM in Minsk                    | Bantam         | mit 250 kg (115–135), hinter Li Zheng, China, 272,5 kg (130–142,5), vor Jl Hun-min, Südkorea, 250 kg (117,4–132,5)           |
| 2005 | 2.    | EM in Sofia                             | Bantam         | mit 265 kg (120–145), hinter Sedat Artuç, Türkei, 275 kg (125–150), vor Witali Derbenjew, Belarus, 260 kg (117,5–142,5)      |
| 2005 | 5.    | Junioren-WM                             | Bantam         | mit 250 kg (115–135); Sieger: Cen Beao, China, 276 kg (120–156)                                                              |
| 2006 | 2.    | Universitäten-WM in Izmir               | Feder          | mit 285 kg (125–160), hinter Zhang Jie, China, 290 kg (130–160), vor Niwar Kritphet, Thailand, 270 kg                        |
| 2007 | 3.    | EM in Straßburg                         | Feder          | mit 286 kg (128–158), hinter Sergej Petrosjan, Russland, 289 kg (130–159) u. Henadsij Machwejenja, Belarus, 288 kg (134–154) |
| 2008 | 2.    | EM in Lignano                           | Feder          | mit 295 kg (135–160), hinter Sergej Petrosjan, 302 kg (135–167), vor Wladimir Popow, Moldawien, 284 kg (130–154)             |
| 2009 | 1.    | Mittelmeer-Spiele in Pescara            | Feder          | mit 293 kg (138–155), vor Dimitris Minasidis, Republik Zypern, 288 kg                                                        |
| 2009 | 1.    | EM in Bukarest                          | Feder          | mit 293 kg (133–160), vor Zulfugar Suleimanow, Aserbaidschan, 285 kg (125–160) u. Dimitris Minasidis, 284 kg (127–157)       |
| 2009 | 11.   | WM in Goyang/Südkorea                   | Feder          | mit 290 kg (135–155); Sieger: Ding Jianjun, China, 316 kg (146–170), vor Eko Yuli Irawan, Indonesien, 315 kg (140–175)       |
| 2010 | 1.    | EM in Minsk                             | Feder          | mit 304 kg (139–165), vor Antoniu Buci, Rumänien, 300 kg (135–165) u. Zulfugar Suleimanow, 294 kg (132–162)                  |

## WM + EM-Einzelmedaillen
- EM-Goldmedaillen: 2008/Reißen – 2009/Reißen – 2009/Stoßen – 2010/Reißen
- EM-Silbermedaillen: 2005/Reißen – 2005/Stoßen – 2007/Stoßen – 2008/Stoßen – 2010/Stoßen
- EM-Bronzemedaillen: 2007/Reißen